# Micheldorf
Micheldorf è un comune austriaco di 1 024 abitanti nel distretto di Sankt Veit an der Glan, in Carinzia. È stato istituito nel 1892 scorporandolo dal comune di Friesach, al quale fu nuovamente aggregato tra il 1973 e il 1992.